# Don Gonzalo (1874)
El Don Gonzalo fue un buque que sirvió como transporte en la Armada Argentina.

## Historia
Mencionado como vapor, el Don Gonzalo era un bote ballenero aparejado a cúter de matrícula mercante afectado al tráfico de cabotaje en el Río de la Plata.
Al producirse la revolución de 1874 fue arrendado por el gobierno de la República Argentina y, manteniendo tripulación civil, destinado a servicios de correo y aviso entre la ciudad de Buenos Aires y la costa sur de la provincia de Buenos Aires.
Al producirse la revolución de 1880 fue adquirido por el estado y con apostadero en el Riachuelo y al mando del piloto Luis Artigue realizó trabajos de relevamiento hidrográfico, operó como transporte en el litoral de la provincia y, ocasionalmente, como embarcación de prácticos en el Río de la Plata.
En 1893 fue trasladado al Arsenal de Zárate para realizar modificaciones pero a comienzos de 1895 se dispuso su venta en remate. Antes de ejecutarse un violento temporal lo hundió en su mismo fondeadero. Finalmente fue vendido a muy bajo precio y en esas condiciones en marzo de ese año.
Otros buques que sirvieron en la Armada llevaron ese nombre: lanchón Don Gonzalo (pontón carbonero, 1875) y vapor Don Gonzalo (ex Sirena, 1866), con servicio en la Guerra del Paraguay y en la rebelión jordanista.